# Teen Days
Teen Days este un desen animat italian, ideea de Elena Mora, produs de Angelo Poggi în co-producție cu Cartoon One și Rai Fiction. Seria, fiind axat pe muzica, este bogat în cântece, scris de Giovanni Cera și Angelo Poggi.
Primele 13 episoade au fost difuzate de către Rai 2 din 26 ianuarie 2010 în zilele de marți și joi de la 07:25, în timp ce restul de 13 primul sezon au fost transmise de la 2 august 2010, de luni până vineri, la ora 9.40. Fiecare episod durează aproximativ 26 de minute.
Serialul a fost nominalizat pentru un Kidscreen Award din New York pentru cel mai bun serial de televiziune 
altele difuzate pe canale (Disney Channel SUA, Franța, Germania, Olanda și Belgia, emisiuni terestre precum KiKA și Telecinco).
În Statele Unite a avut premiera de la 17 octombrie 2017 pe Disney Channel.
În România a fost difuzat pe Megamax și publicat pe DVD de la Delta Pictures.

## Dublajul
Dublarea seriei este realizată de DIGIDUB și regizată de Dario De Santis, asistată de Alida Brandi și supravegheată de regizorul Maurizio Nichetti.
| Personaj                    | Dublaj în italiană                                            | Dublaj in Engleză   |
| --------------------------- | ------------------------------------------------------------- | ------------------- |
| Dj Alex                     | Nanni Venditti                                                |                     |
| Isabel                      | Ilaria Latini                                                 | Kelly Sheridan      |
| Max                         | Daniele Raffaeli                                              | Samuel Vincent      |
| Sara                        | Perla Liberatori                                              | Meghan Black        |
| Elia                        | Davide Perino                                                 | Kirby Morrow        |
| Thomas                      | Simone Crisari (primul sezon) Nanni Baldini (al doilea sezon) | Ted Cole            |
| Leo                         | Alessio De Filippis                                           | Doron Bell Jr.      |
| Kay                         | Gabriele Lopez                                                | Andrew Francis      |
| Kaylee                      | Eva Padoan                                                    | Tabitha St. Germain |
| Preside                     | Elio Marconato                                                |                     |
| Nonno                       | Stefano Oppedisano                                            |                     |
| Giovanni                    | Mino Caprio                                                   |                     |
| Carlos                      | Nicola Marcucci                                               |                     |
| Prof. De Luca               | Marco De Risi                                                 |                     |
| Marco                       | Mimmo Strati                                                  |                     |
| Lolli                       | Eva Padoan                                                    |                     |
| Diana (sezonul 2)           | Letizia Ciampa                                                |                     |
| Helen (sezonul 2)           | Gemma Donati                                                  |                     |
| Emma (sezonul 2)            | Antonella Giannini                                            |                     |
| Zick (sezonul 2)            | Fabrizio Vidale                                               |                     |
| Ash (sezonul 2)             | Stefano Crescentini                                           |                     |
| Brock (sezonul 2)           | Francesco Pezzulli                                            |                     |
| Tai (sezonul 2)             | George Castiglia                                              |                     |
| Stephane (sezonul 2)        | Barbara Pitotti                                               |                     |
| Genki (sezonul 2)           | Alessio Puccio                                                |                     |
| Cliente del Bar (sezonul 2) | Saverio Indrio                                                |                     |
| Len (sezonul 2)             | Oliviero Dinelli                                              |                     |

Postări adăugate: Oreste Baldini, Alessandro Vanni ecc.

## Episoade

### Sezonul 1
1. Scoala Musix
2. Un loc de joacă
3. Thomas un geniu pentru un prieten
4. Show Talent
5. Ziua de naștere a lui Isabel
6. Mare bucătar elia
7. Halloween muzical
8. Julieta și Romeo
9. Ascundeți partea de sus
10. plagiat
11. Un concert pe web
12. Aspectul înșeală
13. Keychain de prim ajutor Teen Days
14. Vreau libertate
15. Zâmbetul lui Sara
16. Iluzii de vânzare
17. Rivalul
18. Cine arata sa arate
19. O zi strâmbă
20. Realitatea
21. Sabotajul lui Kay
22. Rocky Vs. Cyberdog
23. Max și Kay, provocarea finală
24. Rața urâtă
25. Muzica Unu
26. Rock Star

### Sezonul 2
1. Primul vis
2. Înapoi la Școala Musix

## Difuzare internațională
| Țară                       | canal                           |
| -------------------------- | ------------------------------- |
| Italia                     | Rai 2, Rai Gulp, Planet Kids    |
| Franța                     | Disney Channel                  |
| Spania                     | Telecinco                       |
| Grecia                     | Star Channel                    |
| Statele Unite ale Americii | Disney Channel                  |
| Germania                   | Disney Channel, KiKA            |
| Polonia                    | Disney Channel, Teletoon+       |
| Țările de Jos · Belgia     | Disney Channel                  |
| Brazilia                   | Disney Channel                  |
| Australia                  | Cartoon Network                 |
| România                    | Megamax                         |
| Ungaria                    | Megamax                         |
| Cehia                      | Megamax                         |
| Suedia                     | Disney Channel, SVT Barnkanalen |
| Danemarca                  | Disney Channel, DR Ramasjang    |
| Norvegia                   | Disney Channel, NRK Super       |
| Finlanda                   | Disney Channel, Yle TV2         |
| Islanda                    | Disney Channel, RUV             |
| Turcia                     | Disney XD, TRT                  |
| Regatul Unit               | Disney Channel, CBBC            |
| Mexic                      | Disney Channel                  |

## Acasă Video Internațional
În Italia, de la Delta Pictures În Franța, de la TF1 Video 
| Țară          | distribuire Pe DVD |
| ------------- | ------------------ |
| Italia        | Delta Pictures     |
| Franța        | TF1 Video          |
| Spania        | Selecta Vision     |
| Suedia        | Pan Vision         |
| Germania      | Kazé               |
| Regatul Unit  | BBC Video          |
| Finlanda      | Pan Vision         |
| Ungaria       | Mirax              |
| Țările de Jos | Paramount          |